# Älgen 23

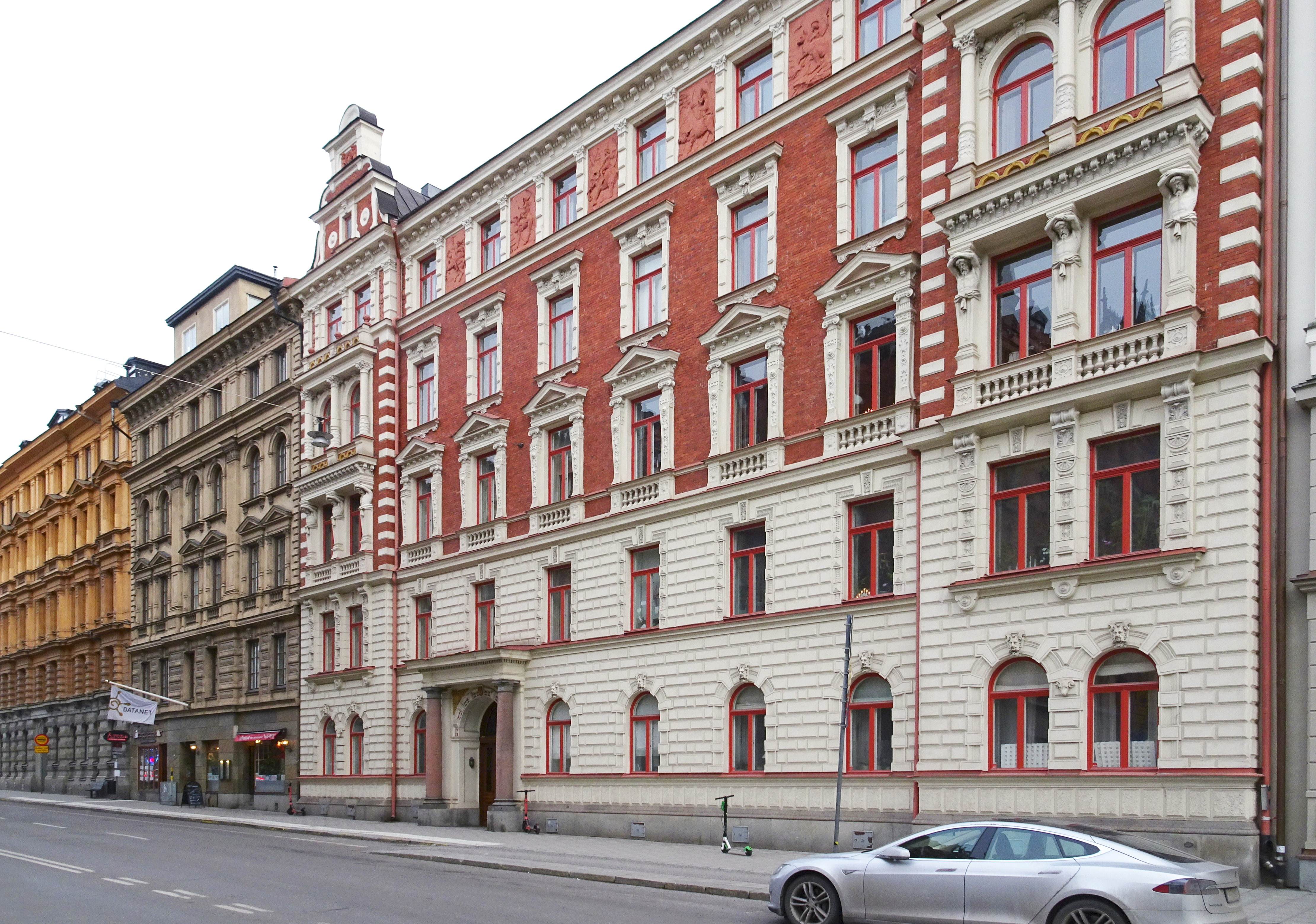
Sturegatan 60 (närmast), 62 och 64, januari 2020.

Älgen 23 är en fastighet i kvarteret Älgen vid Sturegatan 60 på Östermalm i Stockholm. Huset uppfördes 1888–1889 och är blåmärkt av Stadsmuseet i Stockholm vilket innebär att det representerar "synnerligen höga kulturhistoriska värden".

## Kvarteret
Älgen är ett kvarter som bildades i slutet av 1800-talet som ett resultat av Lindhagenplanen från 1866. Innan dess var området till största del obebyggt och hörde till Kammeckers malmgård. Liksom grannkvarteren Hjorten, Renen, Hinden, Rådjuret och Bävern har namnen anknytning till vilt. Omkring 1881/1882 började kvarterets södra delar bebyggas med flerbostadshus. Äldsta byggnaden i kvarteret var den så kallade Wallenbergska villan från mitten av 1870-talet som revs på 1960-talet och ersatts av ett stort bostads- och kontorskomplex.

## Byggnadsbeskrivning
Dåvarande tomt nr 3 (dagens nr 23) förvärvades 1888 av byggmästaren Lars Magnus Elfling. Här skulle han uppföra och äga ett påkostat bostadshus och valde den vid tiden ofta anlitade Johan Laurentz att utföra arkitektuppdraget. Laurentz hade i samma kvarter just avslutat projekteringen av Älgen 13 (Valhallavägen 104–106). Båda husen har exteriört viss släktskap.
Originalritningarna för Älgen 23 visar två huskroppar, en högre i fem våningar mot Sturegatan och en lägre i tre våningar på innergården. Den senare uppfördes aldrig. Såväl planerna som fasaderna gestaltades av Laurentz strikt symmetrisk förutom entréportalen som är något förskjuten mot norr. Planlösningen på våning 1–3 trappor är identisk och utgörs av två stora lägenheter (den ena spegelvänd) om 8 rum och kök på 205 m². Så är det fortfarande idag.

Originalritnigar från 1888
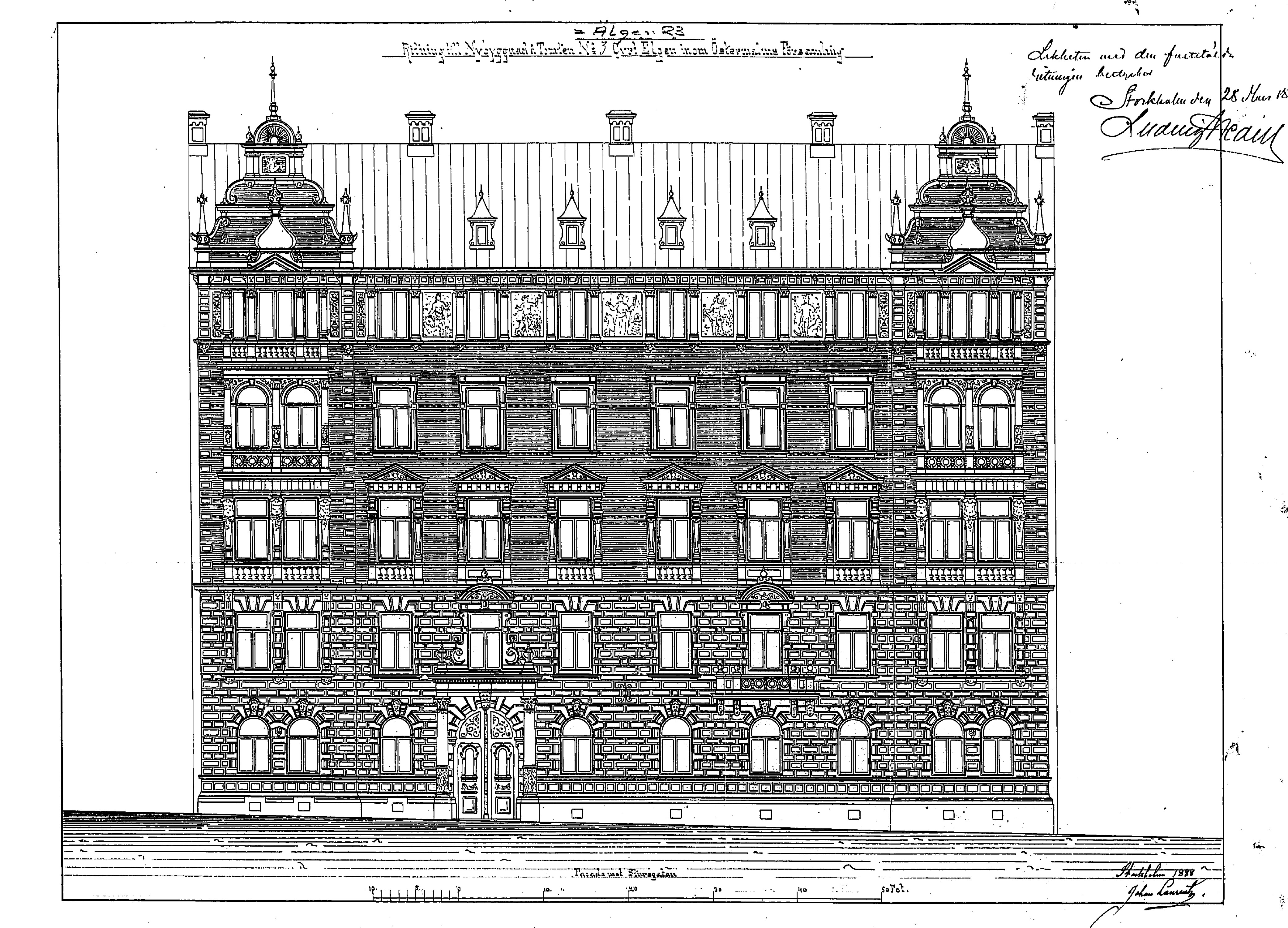
Fasad mot Sturegatan.
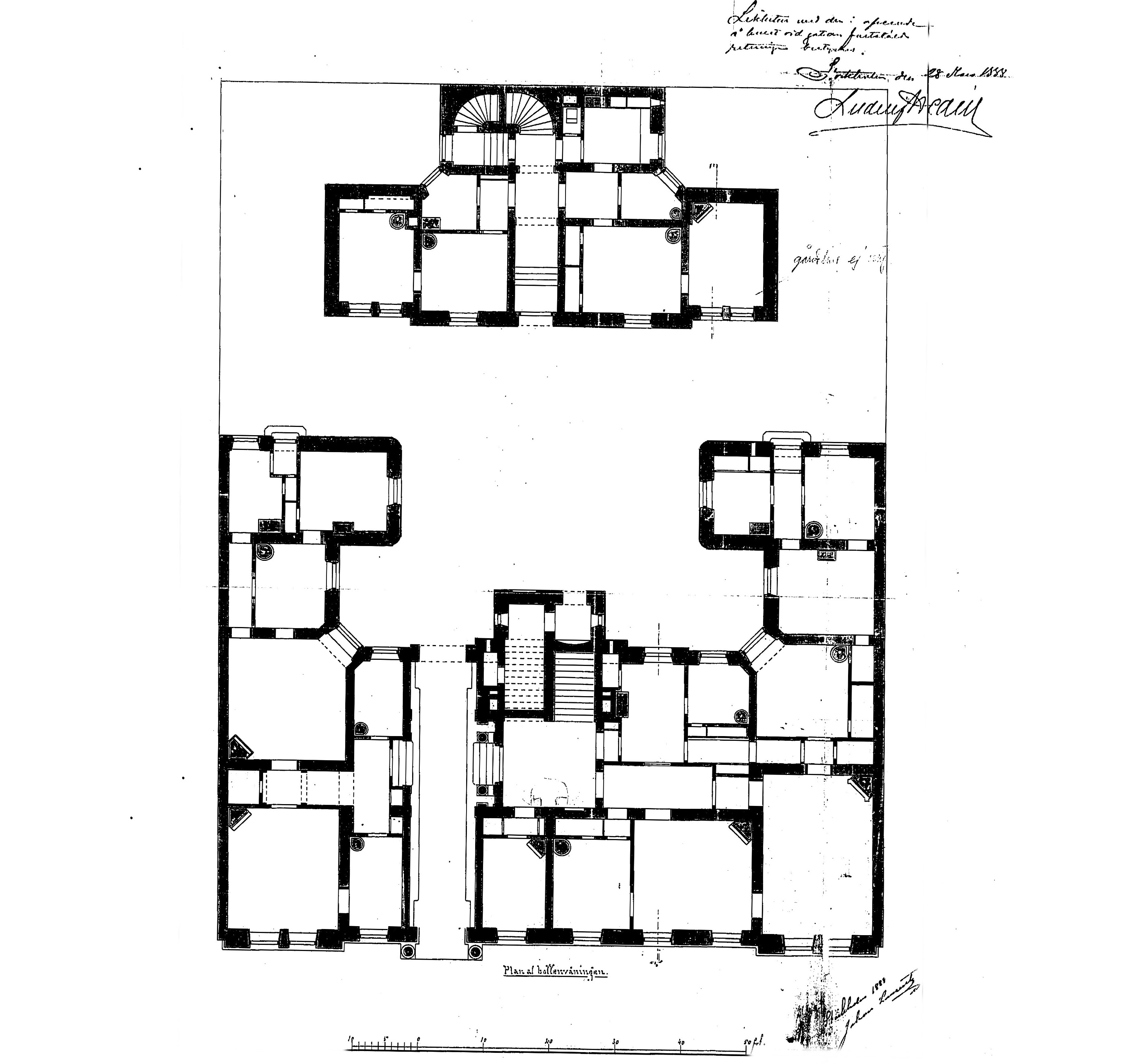
Bottenvåning.
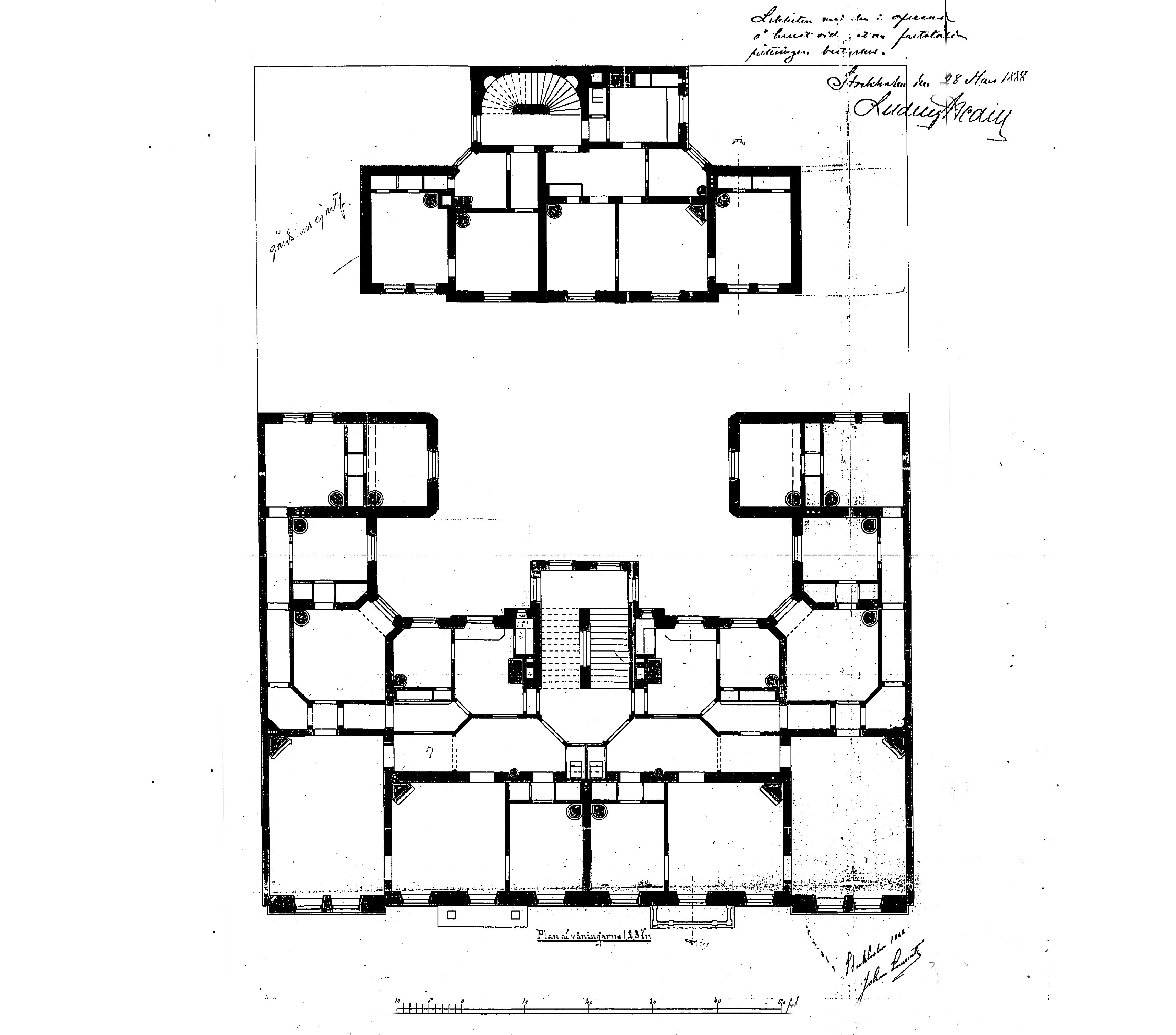
Våning 1-3 trappor.
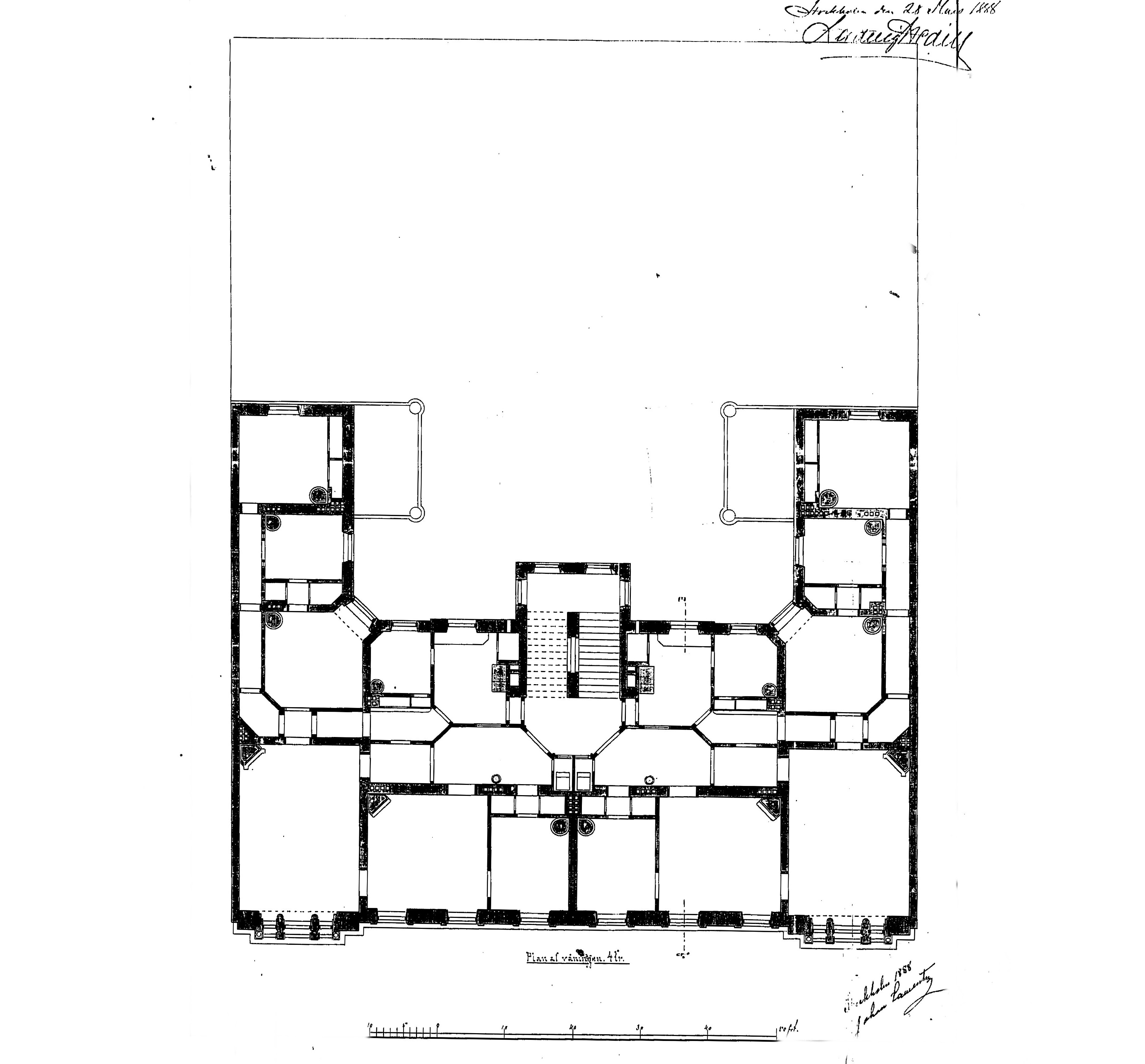
Våning 4 trappor.
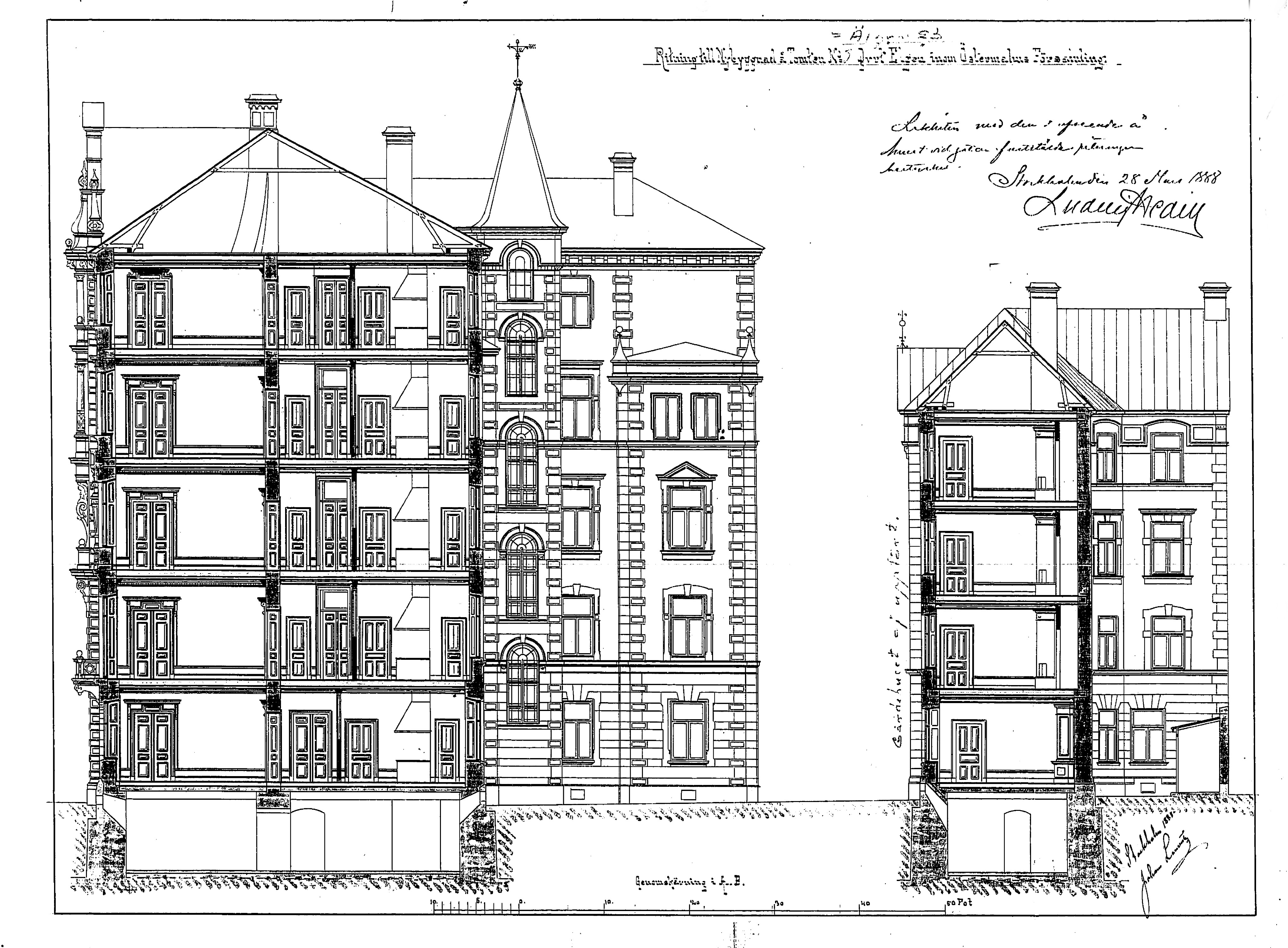
Sektion.

Gatufasaden gestaltades i nyrenässans och dekorerades rik i tegel- och putsarkitektur med rött fasadtegel och ljusa putsdetaljer vilket ger en stark kontrastverkan. Rusticering i form av kvader i puts utfördes på de två nedre våningarna. Fasaden domineras av två sidorisaliter med atlant- respektive kolonnettburna entablement. De båda risaliterna är krönta av barockinspirerade frontoner. Fönsteromfattningar är rik ornerade. I höjd med våningsplan 5 syns putsreliefer mellan fönstren visande personifikation av de fem världsdelarna: Europa, Asien, Afrika, Amerika och Australien. De symboliseras genom typiskt klädda individer / invånare med häst, kamel, elefant, buffel och känguru. Fasaden renoverades 1977 med bibehållen arkitektur. 
Lars Magnus Elfling stod som ägare för Älgen 23 fram till 1892 då grosshandlaren Isaak Hirsch förvärvade fastigheten. Ett år senare överlämnade han sin affärsverksamhet till bankmannen Axel Burman (1868-1909) och Älgen 23 övergick i kommanditbolaget Burman & Co:s ägo. Sedan 1986 ägs fastigheten av en bostadsrättsförening.

Fasaddetaljer
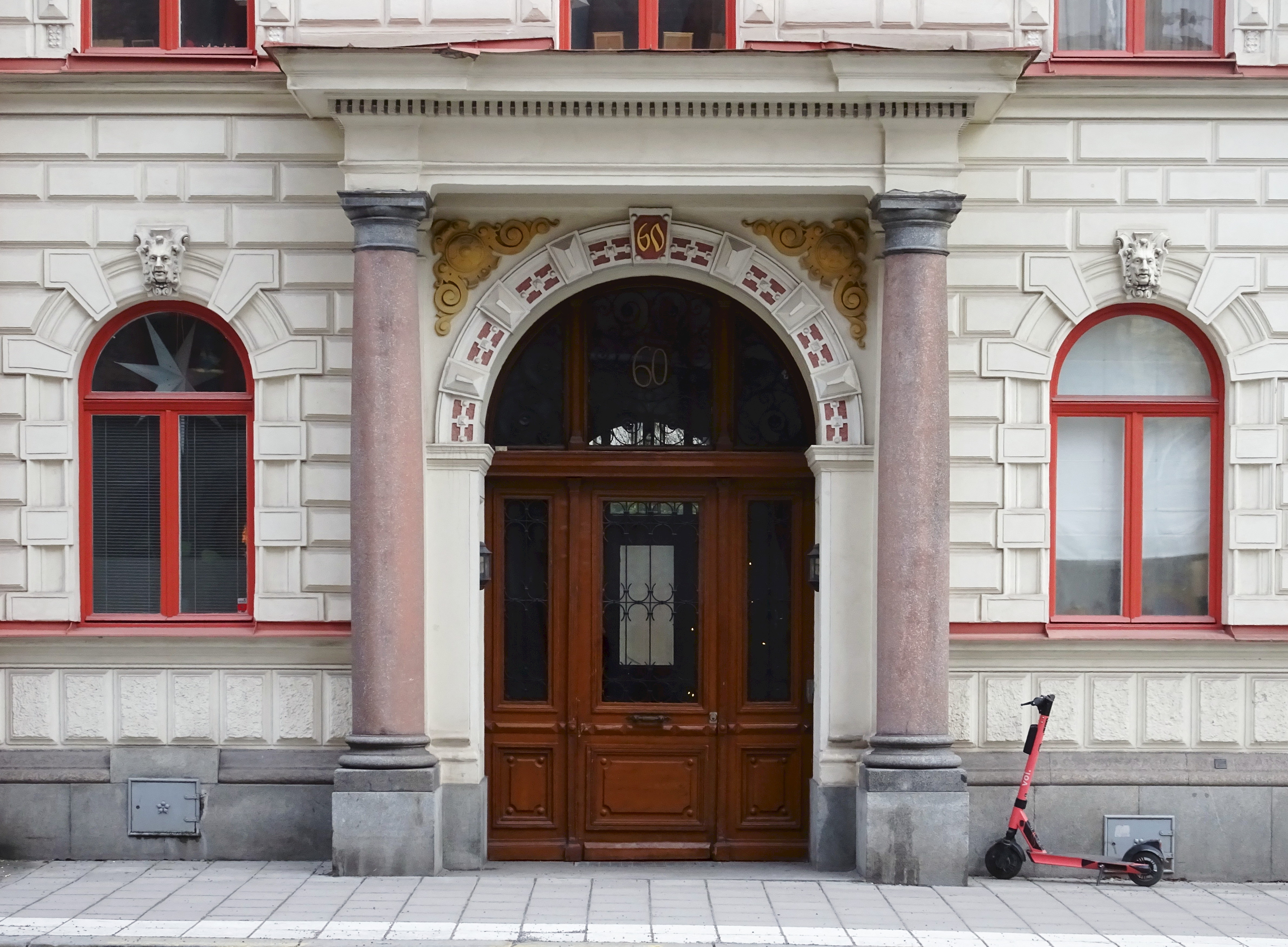
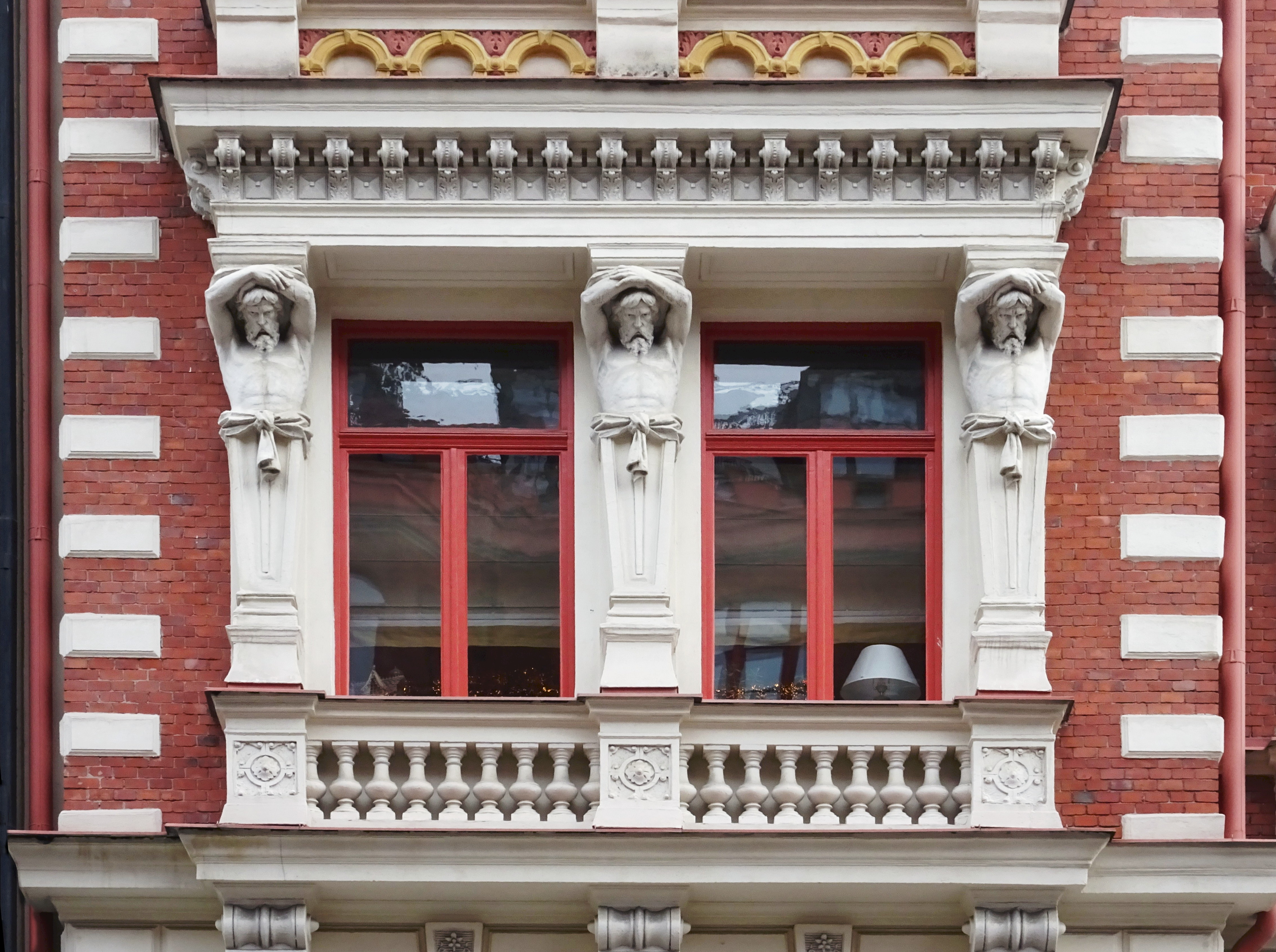
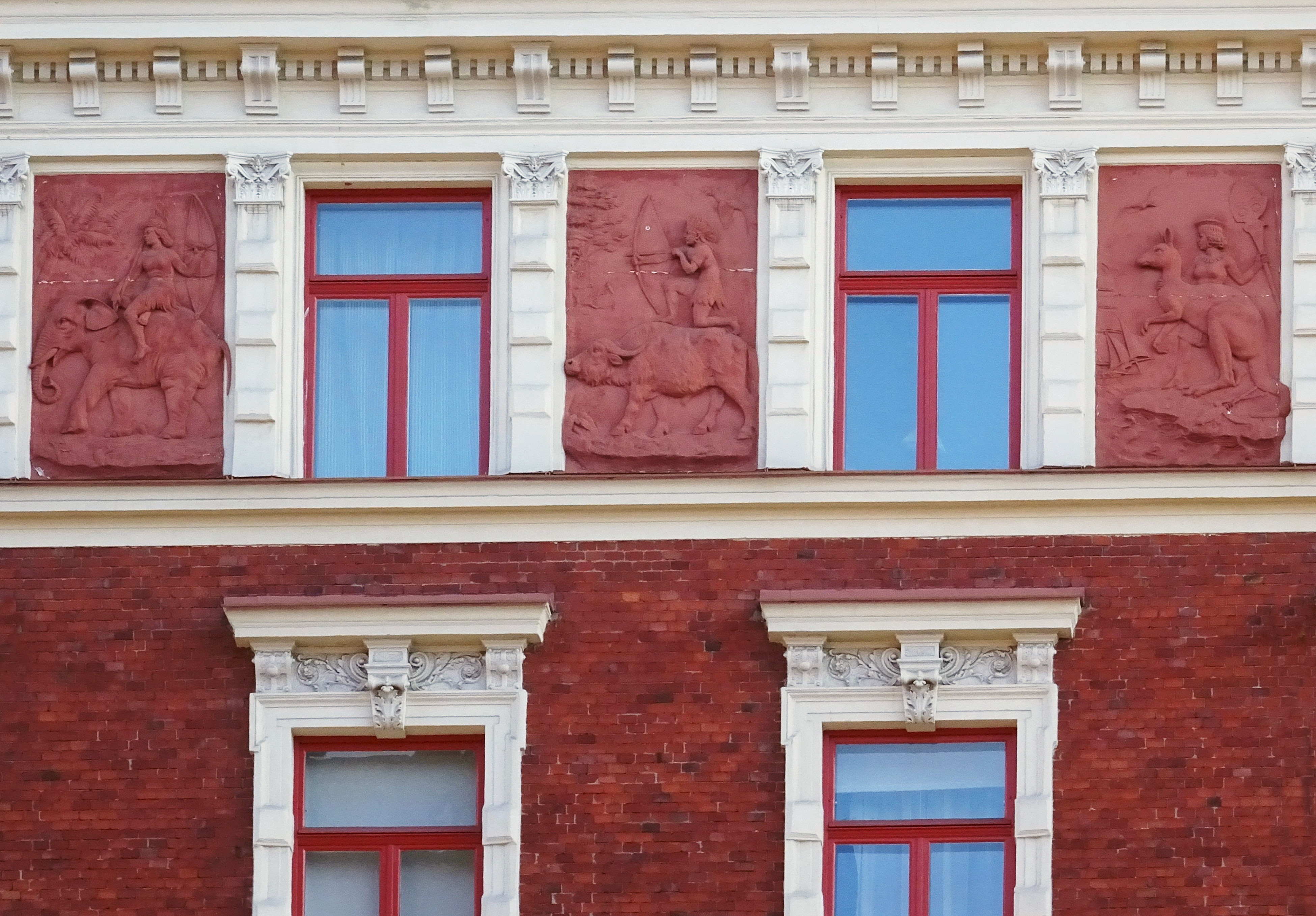
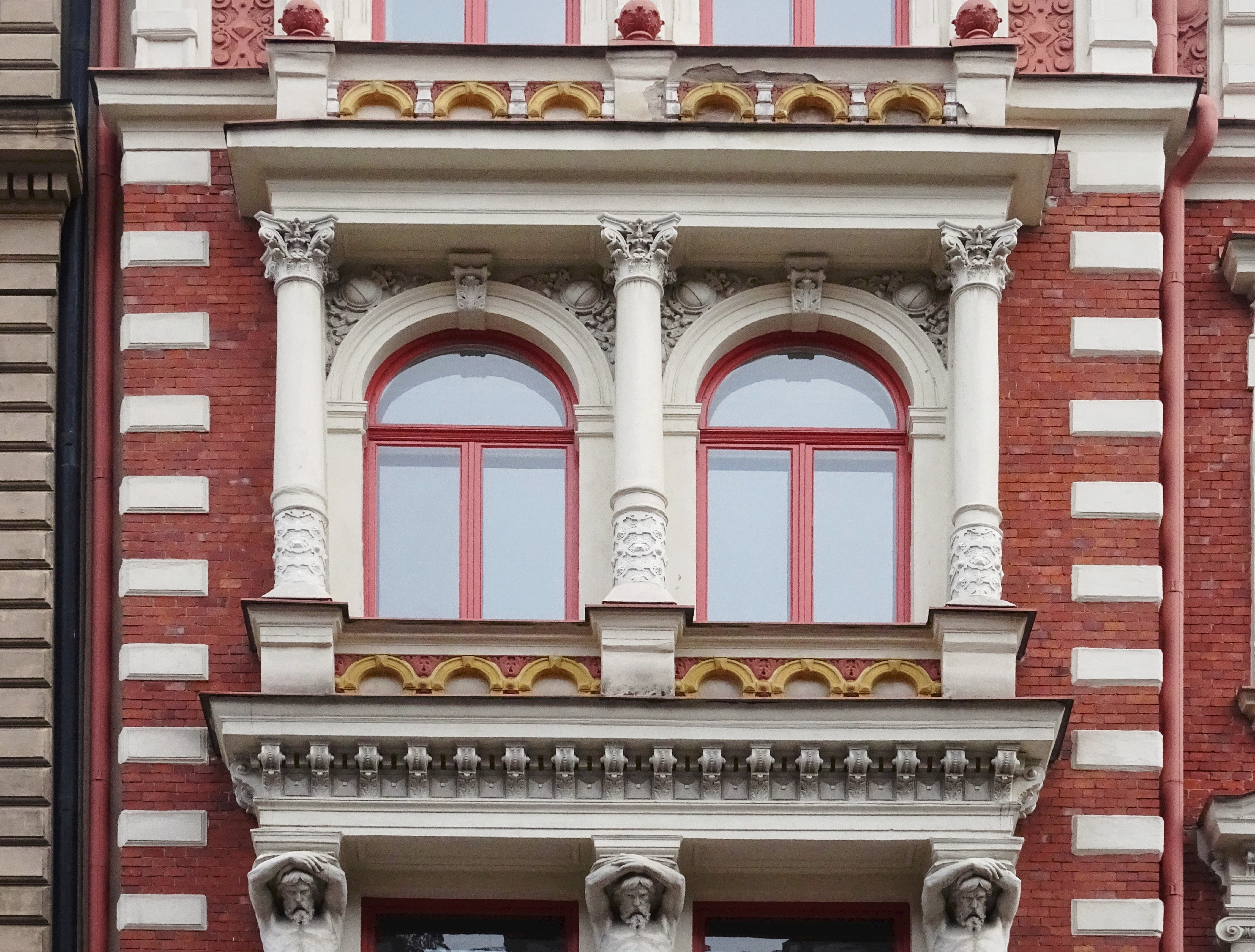
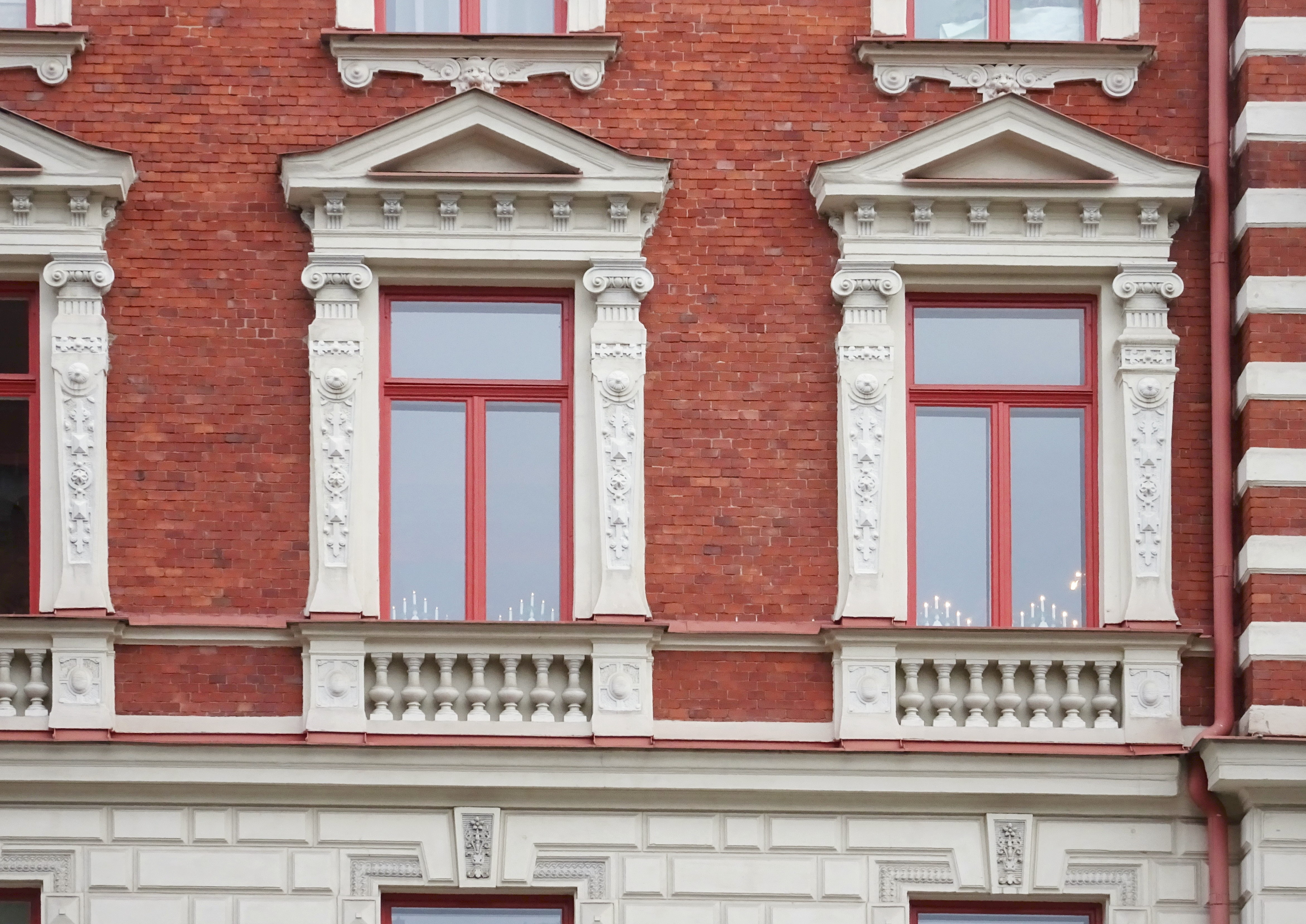